# Temporada 1997-98 de los Denver Nuggets
La temporada 1997-98 fue la vigesimosegunda de los Denver Nuggets en la NBA, tras la fusión de la liga con la ABA, donde había jugado nueve temporadas. La temporada regular acabó con 11 victorias y 71 derrotas, ocupando el decimocuarto y último puesto de la conferencia Oeste, no logrando clasificarse para los playoffs.

## Elecciones en elDraft
| Ronda | Puesto | Jugador      | Posición  | Nacionalidad   | Universidad/Club |
| ----- | ------ | ------------ | --------- | -------------- | ---------------- |
| 1     | 5      | Tony Battie  | Ala-Pívot | Estados Unidos | Texas Tech       |
| 2     | 33     | James Cotton | Escolta   | Estados Unidos | Long Beach State |
| 2     | 42     | Jason Lawson | Pívot     | Estados Unidos | Villanova        |

## Temporada regular
| División Medio Oeste     | División Medio Oeste | División Medio Oeste | División Medio Oeste | División Medio Oeste | División Medio Oeste | División Medio Oeste | División Medio Oeste | División Medio Oeste |
| Equipo                   | G                    | P                    | %                    | PD                   | Casa                 | Fuera                | Div                  |                      |
| ------------------------ | -------------------- | -------------------- | -------------------- | -------------------- | -------------------- | -------------------- | -------------------- | -------------------- |
| z-Utah Jazz              | 62                   | 20                   | .756                 | –                    | 36–5                 | 26–15                | 22–2                 |                      |
| x-San Antonio Spurs      | 56                   | 26                   | .683                 | 6                    | 31–10                | 25–16                | 18–6                 |                      |
| x-Minnesota Timberwolves | 45                   | 37                   | .549                 | 17                   | 26–15                | 19–22                | 14–10                |                      |
| x-Houston Rockets        | 41                   | 41                   | .500                 | 21                   | 24–17                | 17–24                | 14–10                |                      |
| Dallas Mavericks         | 20                   | 62                   | .244                 | 42                   | 13–28                | 7–34                 | 9–15                 |                      |
| Vancouver Grizzlies      | 19                   | 63                   | .232                 | 43                   | 14–27                | 5–36                 | 4–20                 |                      |
| Denver Nuggets           | 11                   | 71                   | .134                 | 51                   | 9–32                 | 2–39                 | 3–21                 |                      |

## Estadísticas

### Temporada regular
| Rk | Jugador           | Edad | Pos. | P  | PT | MP   | TC  | TCI  | %TC  | T3  | T3I | %T3  | TL  | TLI  | %TL  | RO  | RD  | RT  | AS  | RB  | TAP | BP  | FP  | PTS  |
| -- | ----------------- | ---- | ---- | -- | -- | ---- | --- | ---- | ---- | --- | --- | ---- | --- | ---- | ---- | --- | --- | --- | --- | --- | --- | --- | --- | ---- |
| 1  | Eric Williams     | 25   | SF   | 4  | 4  | 36.3 | 6.0 | 15.3 | .393 | 0.0 | 0.0 |      | 7.8 | 11.3 | .689 | 2.5 | 2.8 | 5.3 | 3.0 | 1.0 | 0.0 | 2.3 | 2.3 | 19.8 |
| 2  | Cory Alexander    | 24   | PG   | 23 | 19 | 34.7 | 4.8 | 11.1 | .435 | 2.0 | 4.9 | .411 | 2.4 | 2.8  | .846 | 0.4 | 3.9 | 4.3 | 6.0 | 2.0 | 0.3 | 2.8 | 2.0 | 14.0 |
| 3  | LaPhonso Ellis    | 27   | SF   | 76 | 71 | 33.9 | 5.4 | 13.3 | .407 | 0.8 | 2.6 | .284 | 2.7 | 3.4  | .805 | 1.9 | 5.2 | 7.2 | 2.8 | 0.9 | 0.6 | 2.3 | 3.0 | 14.3 |
| 4  | Dean Garrett      | 31   | C    | 82 | 82 | 32.1 | 3.0 | 6.9  | .428 | 0.0 | 0.0 |      | 1.4 | 2.1  | .648 | 2.8 | 5.1 | 7.9 | 1.1 | 0.7 | 1.6 | 1.0 | 2.4 | 7.3  |
| 5  | Bobby Jackson     | 24   | PG   | 68 | 53 | 30.0 | 4.6 | 11.6 | .392 | 0.3 | 1.2 | .259 | 2.2 | 2.7  | .814 | 1.1 | 3.3 | 4.4 | 4.7 | 1.5 | 0.2 | 2.7 | 2.4 | 11.6 |
| 6  | Johnny Newman     | 34   | SF   | 74 | 15 | 29.4 | 4.6 | 10.8 | .431 | 0.5 | 1.4 | .343 | 4.9 | 6.0  | .820 | 0.7 | 1.2 | 1.9 | 1.9 | 1.0 | 0.3 | 2.0 | 2.8 | 14.7 |
| 7  | Anthony Goldwire  | 26   | PG   | 82 | 32 | 27.0 | 3.3 | 7.8  | .423 | 0.8 | 2.0 | .384 | 1.8 | 2.3  | .806 | 0.5 | 1.3 | 1.8 | 3.4 | 1.0 | 0.1 | 1.0 | 1.8 | 9.2  |
| 8  | Eric Washington   | 23   | SG   | 66 | 36 | 23.3 | 3.0 | 7.5  | .404 | 0.7 | 2.1 | .321 | 1.0 | 1.3  | .783 | 0.7 | 1.2 | 1.9 | 1.2 | 0.8 | 0.4 | 1.1 | 2.2 | 7.7  |
| 9  | Tony Battie       | 21   | PF   | 65 | 49 | 23.2 | 3.6 | 8.1  | .446 | 0.0 | 0.2 | .214 | 1.1 | 1.6  | .702 | 2.1 | 3.3 | 5.4 | 0.9 | 0.8 | 1.1 | 1.5 | 3.1 | 8.4  |
| 10 | Bryant Stith      | 27   | SG   | 31 | 15 | 23.2 | 2.4 | 7.3  | .333 | 0.3 | 1.5 | .208 | 2.4 | 2.8  | .872 | 0.5 | 1.6 | 2.1 | 1.6 | 0.7 | 0.3 | 1.1 | 1.7 | 7.6  |
| 11 | Danny Fortson     | 21   | PF   | 80 | 23 | 22.6 | 3.5 | 7.6  | .452 | 0.0 | 0.0 | .333 | 3.3 | 4.2  | .776 | 2.3 | 3.3 | 5.6 | 1.0 | 0.6 | 0.4 | 2.0 | 3.9 | 10.2 |
| 12 | Harold Ellis      | 27   | SF   | 27 | 3  | 12.7 | 2.3 | 4.1  | .559 | 0.0 | 0.1 | .000 | 1.5 | 2.3  | .635 | 1.0 | 0.9 | 1.9 | 0.7 | 0.7 | 0.1 | 0.7 | 2.0 | 6.1  |
| 13 | Joe Wolf          | 33   | PF   | 57 | 8  | 10.9 | 0.7 | 2.1  | .331 | 0.0 | 0.2 | .200 | 0.1 | 0.2  | .500 | 0.6 | 1.6 | 2.2 | 0.5 | 0.4 | 0.1 | 0.4 | 1.6 | 1.5  |
| 14 | Priest Lauderdale | 24   | C    | 39 | 0  | 8.8  | 1.4 | 3.3  | .417 | 0.0 | 0.0 |      | 1.0 | 1.8  | .551 | 0.7 | 1.9 | 2.6 | 0.5 | 0.2 | 0.4 | 1.2 | 1.6 | 3.7  |
| 15 | Kiwane Garris     | 23   | SG   | 28 | 0  | 8.0  | 0.8 | 2.3  | .338 | 0.2 | 0.5 | .357 | 0.7 | 0.9  | .760 | 0.1 | 0.6 | 0.7 | 1.0 | 0.3 | 0.0 | 0.5 | 0.8 | 2.4  |
| 16 | George Zídek      | 24   | C    | 6  | 0  | 7.0  | 0.7 | 2.5  | .267 | 0.0 | 0.0 |      | 1.7 | 2.0  | .833 | 0.7 | 1.5 | 2.2 | 0.2 | 0.0 | 0.3 | 0.5 | 0.8 | 3.0  |